# Belgická kuchyně

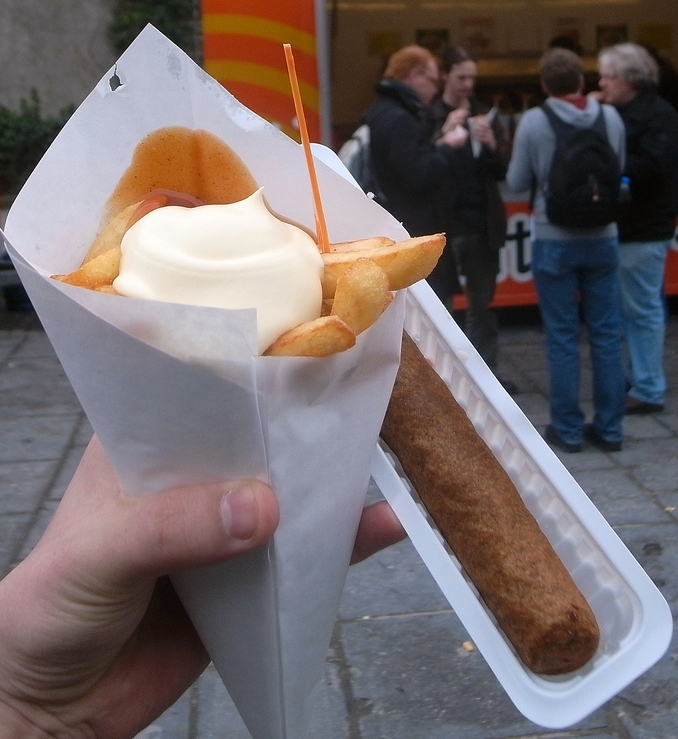
Hranolky a klobása frikandel

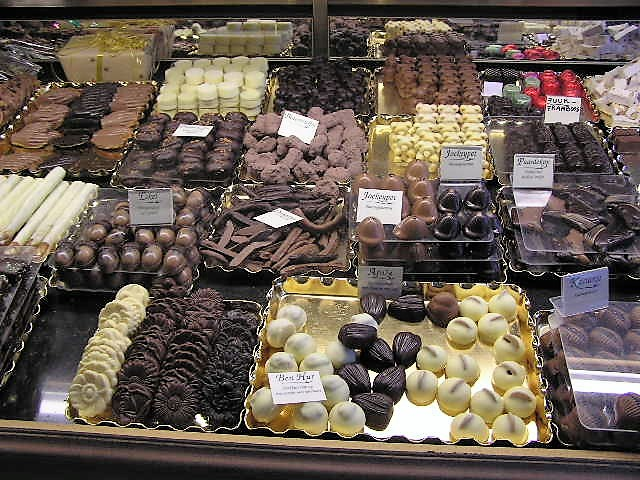
Belgické pralinky prodávané v Antverpách

Belgická kuchyně (vlámsky: Belgische keuken, francouzsky: Cuisine belge, německy: Belgische Küche) byla ovlivněna německou, francouzskou a nizozemskou kuchyní. Belgie je známá pro svou čokoládu, pivo, hranolky a vafle. Mezi používané ingredience patří brambory, pórek, chřest, máslo, mléčné výrobky, maso, ryby nebo krevety.

## Příklady belgických pokrmů

### Hranolky
Hranolky jsou často považované z národní jídlo Belgie. Existuje pověst, že hranolky smažili rybáři u řeky Mázy už koncem 17. století (podle pověsti si smažili ryby, ale protože v zimě neměli co smažit tak si místo ryb smažili hranolky), ale není známo zda je tato pověst založená na pravdě. V Belgii se hranolky podávají buď jako příloha k různým jídlům, nebo se prodávají v pouličních stáncích (zvaných friterie), kdy se dají do kornoutu a polijí se omáčkou (například kečupem, tatarskou omáčkou nebo andaluskou omáčkou). Správné belgické hranolky jsou z brambor odrůdy Binche a smaží se na dvakrát. Někdy se tak hranolky podávají s mušlemi, tomuto pokrmu se říká moules-frites.
Hranolky se z Belgie rozšířily do celého světa, ale například v angličtině jsou známé pod názvem French fries (v překladu francouzské hranolky). Tento název nejspíše pochází od amerických vojáků, kteří procházeli Belgií během druhé světové války a místní (francouzsky mluvící) obyvatelé jim podávali hranolky.

### Čokoláda
Belgická čokoláda je známá po celém světě. Historie výroby belgické čokolády sahá až do 17. století, kdy byla Belgie kolonií Španělska. V té době byla čokoláda populární především ve formě horké čokolády. Na začátku 20. století se začala Belgie pěstovat kakao ve své kolonii v Africe, v Belgickém Kongu a čokolád se začala vyrábět ve větším. V Belgii byly vynalezeny například pralinky nebo čokoládové tyčinky, jsou zde populární i tzv. plody moře (čokoládové bonbóny ve tvaru mořských plodů). 
Mezi známé belgické výrobce čokolády patří Côte d'Or, Leonidas, Guylian nebo Neuhaus.

### Vafle

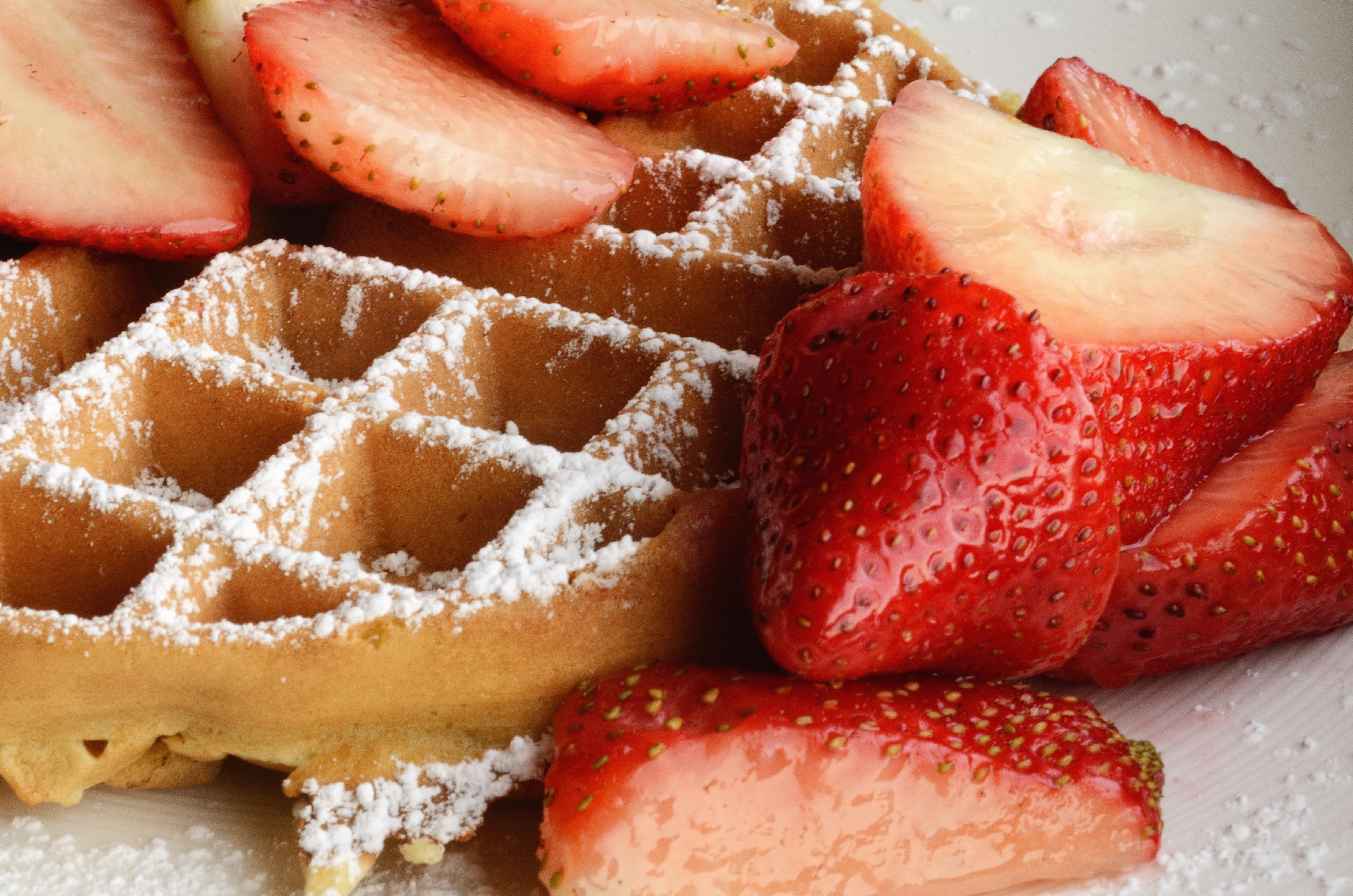
Bruselské vafle s jahodami

Vafle jsou další populárním pokrmem v Belgii. Jedná se o moučník z kynutého nebo nekynutého těsta, pečeného mezi dvěma železy s typickým mřížkováním. Podobně jako palačinky se konzumují samotné nebo polité marmeládou, čokoládovým krémem, šlehačkou apod. Základní rozdíl proti palačinkám je, že do těsta vaflí se dává máslo a cukr. Díky tomu mají karamelovější chuť.
Existuje více variant vaflí, kterými jsou:
- Bruselské vafle, jsou obdélníkového tvaru, mají velmi velké díry a jsou křupavější. Obvykle se podávají pocukrované.[5]
- Lutyšské vafle, jsou sladší a žvýkavější. Často se sypou krystalovým cukrem, který karamelizuje.Paling in 't groen

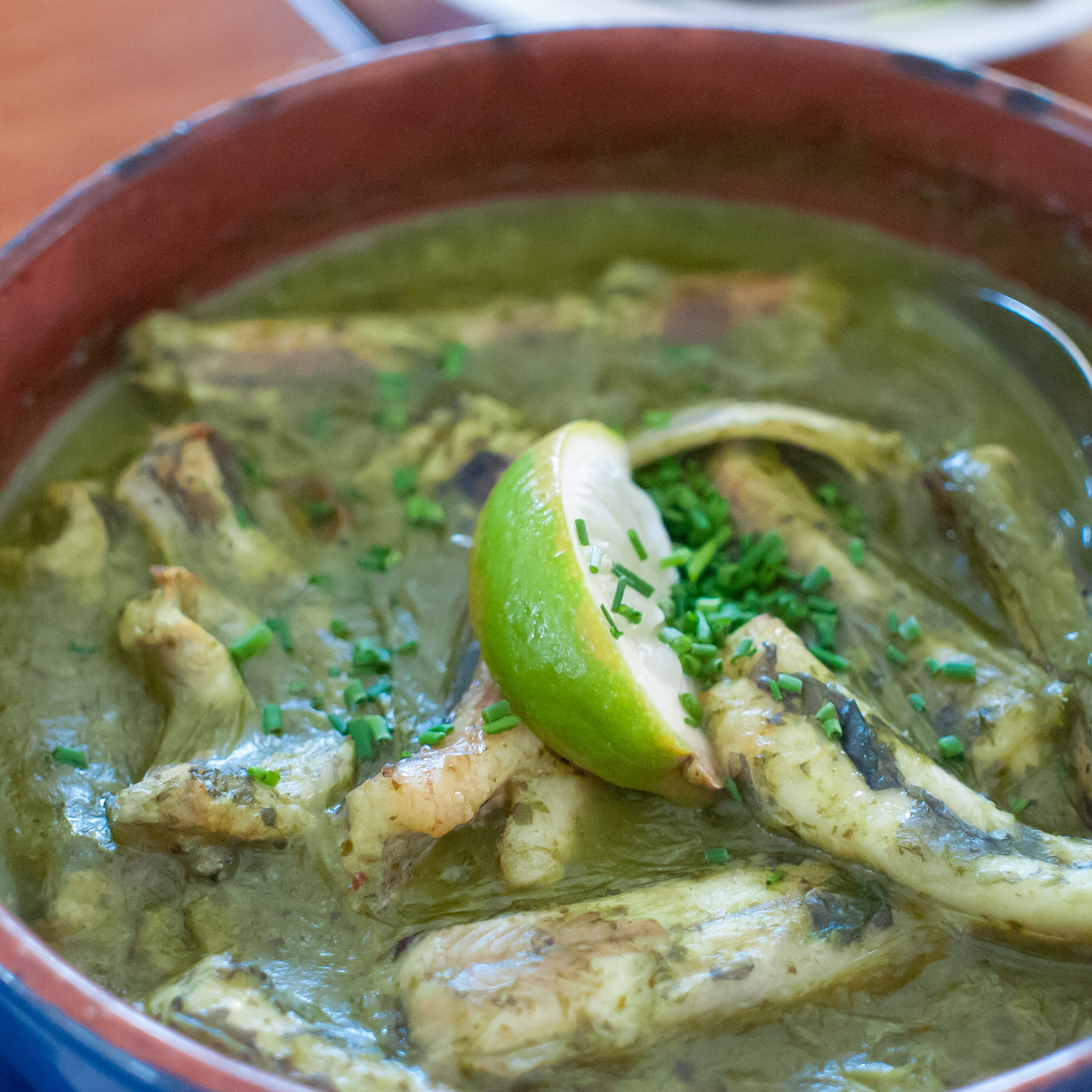
Paling in 't groen

- Stroopwafel, původně nizozemská sladkost. Jedná se o dva menší tvrdší vafle kruhové tvaru, mezi kterými je karamelová náplň.
- Vlámské vafle, jsou rozšířeny i v severní Francii. Jedná se o vafle připravované s vodou z pomerančového květu.[6]

### Další belgické pokrmy

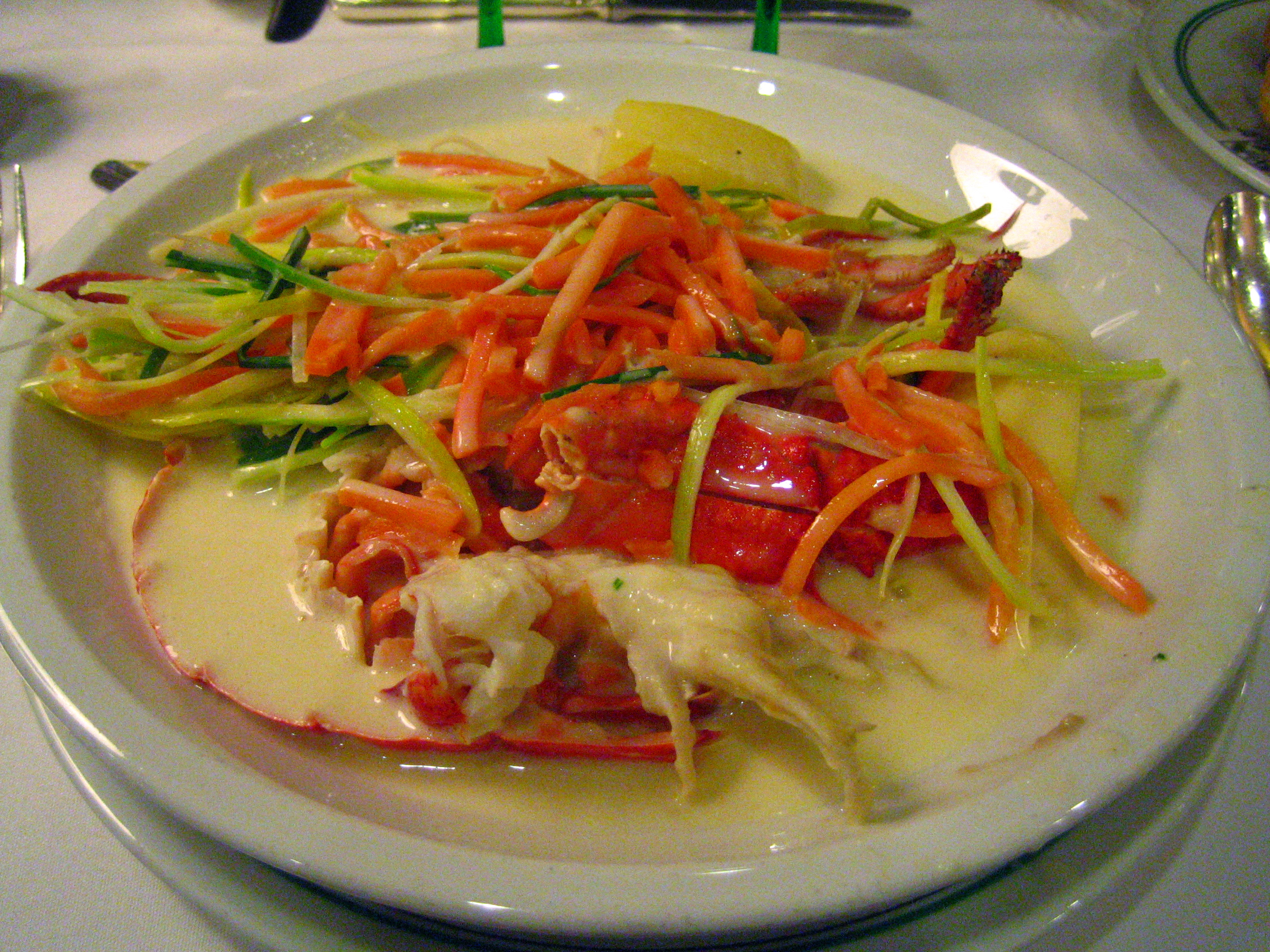
Waterzooi

- Stoemp, rozmačkané brambory s pórkem a mrkví[1]
- Různé salámy a klobásy
- Limburský sýr
- Waterzooi, vývar z kuřecího nebo rybího masa[1]
- Paling in 't groen, úhoř v bylinkové omáčce[1]
- Filet américain, mleté hovězí maso podávané za studena[1]
- Salade liégeoise, salát ze zelných fazolek a slaniny[1]
- Oliebol  nebo smoutebol, smažené koule z kynutého těsta, někdy s náplní z rozinek či jablek

### Regionální speciality
- Salade liégeoise je specialitou města Lutychu
- Waterzooi je specialitou Gentu
- Couque de Dinant je velmi tvrdá sladká sušenka typická pro město Dinant
- Tarte au riz, zákusek na základě rýžového pudinku je typický pro město Verviers

## Příklady belgických nápojů
- Pivo je velmi populárním nápojem, připravuje se mnoho druhů piva. Velmi známým belgickým pivovarem je například Stella Artois.[1][7]
- V menší míře je provozováno také vinařství[7]
- Jenever, lihovina podobná ginu[1]